# Honda CB 125-serie
De Honda CB 125-serie is een serie 125cc-motorfietsen die Honda produceert sinds 1964. De serie kende zowel één- als tweecilindermotoren. Behalve de "CB-modellen" zijn ook een aantal gerelateerde modellen in deze serie ondergebracht: de CG 125, de CL 125, de CL 125 S, de SL 125, de SS 125 A, de TL 125 en de TL 125 S.

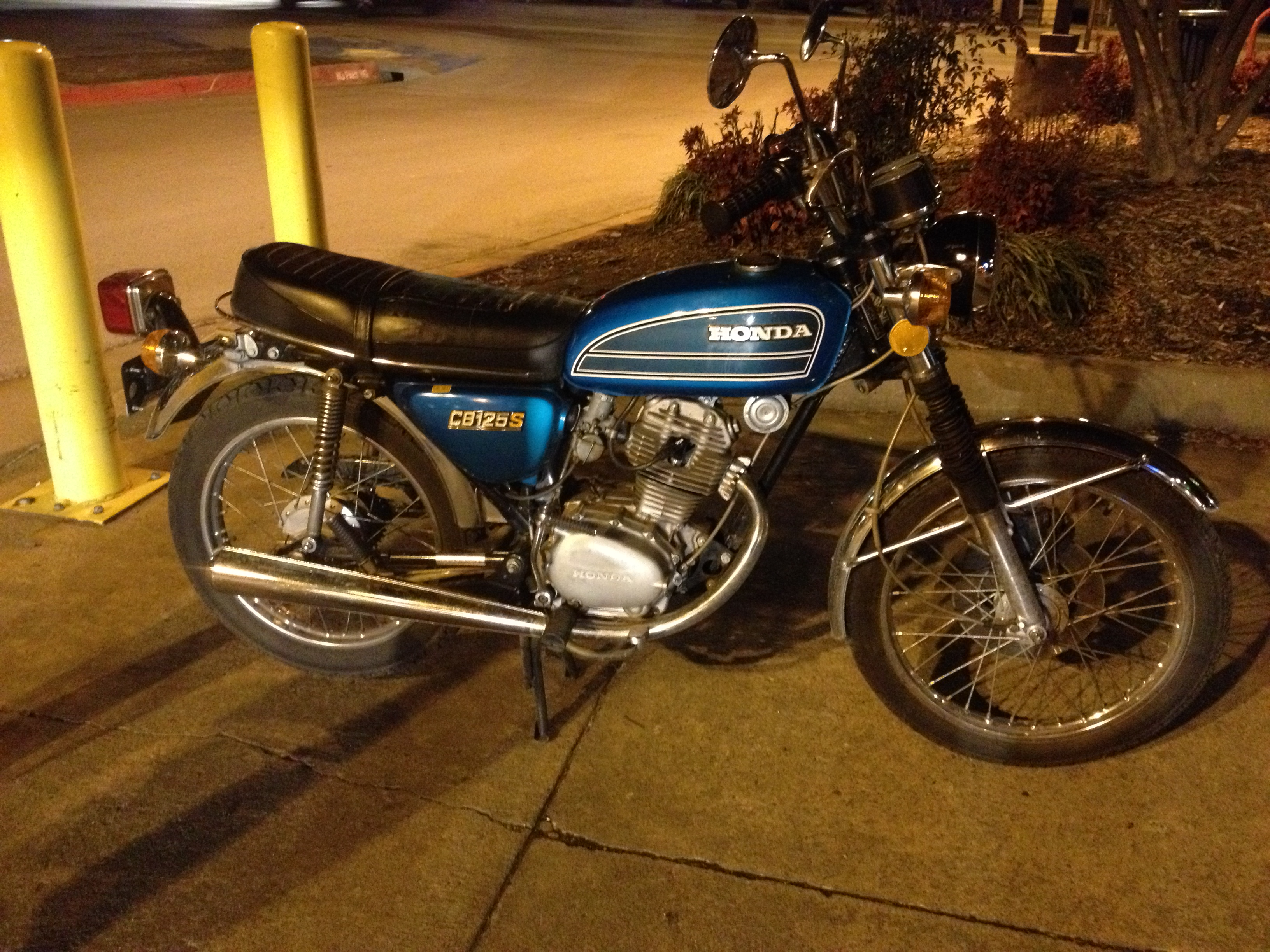
Honda CB 125 S2 uit 1975

## Voorgeschiedenis
Honda was in 1959 op de markt gekomen met 125cc-tweecilindermodellen, de Honda Benly-serie. Het topmodel van die serie was de CB 92 Benly Super Sport, die met zijn 15 pk veel concurrenten met grotere motoren de baas was. In 1965 eindigde de productie van dit model, maar in dat jaar kwam er een opvolger met de CB 125 K.

## Tweecilinders

### Motor
Motorisch was de CB 125 K0 ten opzichte van de CB 92 Benly Super Sport nauwelijks gewijzigd. Dit was een paralleltwin met licht voorover gebouwde cilinders en een bovenliggende nokkenas. De CB 125 K0 kreeg echter twee 22 mm carburateurs, waardoor het vermogen gelijk bleef, maar bij een iets lager toerental geleverd werd.

### Aandrijving
De krukas dreef via tandwielen de meervoudige natte platenkoppeling aan. In eerste instantie werd een vierversnellingsbak gebruikt, maar in 1971 kregen de machines vijf versnellingen. De secundaire aandrijving verliep via een ketting.

### Rijwielgedeelte
Het plaatframe was vervangen door een buisframe, maar nog steeds van het brugtype met de motor zelf als dragend deel. De geduwde schommelvork was vervangen door een telescoopvork. Aanvankelijk werden trommelremmen toegepast, maar in 1972 kreeg de CB 125 B6 een schijfrem in het voorwiel. Die was net als bij de CB 200 mechanisch bediend. Zwaardere Honda's hadden hydraulisch bediende schijfremmen.

### CB 125 K

#### 1964-1967: CB 93 (CB 125 K0 / K1)
Het eerste model had nog 4 versnellingen en ze werd verkocht onder de namen "CB 125", "CB 125 Benly", "CB 125 K0", "CB 93" en (in elk geval in Duitsland) "CB 125 Super Sport". Het werd geleverd in rood, wit en zwart, maar altijd met verchroomde tankflanken met knierubbers en zilvergrijze spatborden en zijdeksels. De toerenteller en de snelheidsmeter zaten boven in het koplamphuis. Vanaf 1966 werd ze onofficieel ook wel als "CB 125 K1" aangeduid.

#### 1968: CB 125 K2
In 1968 veranderde het kleurenschema. De bovenkant van de tank werd rood, de onderkant wit. Bij de zijdeksels was het precies omgekeerd. De Honda-vleugel en de naam "Honda" stonden allebei op de bovenste tankhelft.

#### 1969: CB 125 K3
De CB 125 K2 was motorisch identiek aan de CB 93, maar kreeg een vijfversnellingsbak en een two-tone lakschema dat hetzelfde was als dat van de CB 175: Candy Blue met wit of Candy Orange met wit. De bovenste helft van de tank was in Candy Blue of Candy Orange gespoten, evenals de zijdeksels en de bovenkant van de voorvork. Op de tank zaten knierubbers. De Honda-vleugel zat op de bovenste helft van de tank, het woord "Honda" in zwarte letters op de witte onderste helft van de tank. Het frame kreeg een extra buis vanaf het balhoofd naar de onderkant van het motorblok, dat echter een dragend deel bleef omdat de buis niet doorliep. De tank werd ook wat hoger en de zijdeksels juist kleiner.

#### 1970: CB 125 K4
Ook de CB 125 K4 volgde het kleurenschema van de CB 175 van 1970: Candy Blue Green, Candy Gold en Candy Ruby Red. Dit waren de kleuren van de bovenste helft van de tank, de zijdeksels en de bovenkant van de voorvork. De knierubbers op de tank vervielen.

#### 1971: CB 125 K5
De Honda CB 125 K5 behield dezelfde kleuren als de K4, maar op de witte onderkant van de tank stond het woord "Honda" nu tussen twee dunne zwarte biezen.

#### 1972-1976: CB 125 B6
De CB 125 B6 kwam in 1972 op de markt met een eenvoudiger kleurenschema: rood of blauw met een brede, gebogen zwarte bies op de tank en een klein kadertje op de zijdeksels met het getal "125". De duplexrem in het voorwiel was vervangen door een schijfrem. Bij de zwaardere modellen werd die hydraulisch bediend, maar de CB 125 B6 en de CB 200 hadden een mechanisch bediende schijfrem.

### Tussenmodellen CL 125, SS 125 A en CB 125 SS
Van 1967 tot 1970 leverde Honda speciale modellen als scrambler en als sportmotor. Dit waren nog modellen met een plaatframe.

#### 1967-1969, CL 125
De CL 125 was de scramblerversie van de CD 125/CB 125. Daarvoor waren beide uitlaten naar de linkerkant van de machine en omhoog gebogen. Het stuur was hoger en de spatborden waren smaller en verchroomd, waardoor de CL 125 licht en sportief oogde. De CL 125 werd geleverd in Candy Blue, Candy Red, lichtgeel en zwart, met in alle gevallen een zilverkleurige tank.
| Honda SS 125 A uit 1969 |
| {{{2}}}                 |

#### 1967-1969, SS 125 A Super Sport
De SS 125 Super Sport was de sportversie van de CD 125/CB 125. De machine was dan ook vlotter uitgevoerd, vooral door de vlakkere benzinetank die veel beter aansloot op het duozadel en de zilverkleurige tank en spatborden. Het frame, dat in de hoofdkleur gespoten was, werd geleverd in Candy Blue, Candy Red en zwart. Het "SS 125"-logo op de zijdeksels was rood met wit.

#### 1970: CB 125 SS
De CB 125 SS was in 1970 de directe opvolger van de SS 125 A Super Sport. Het belangrijkste verschil was het feit dat de CB 125 SS nu twee carburateurs kreeg. Dat leverde een toename van het vermogen van 2 pk op. De CB 125 SS kreeg ook een vijfversnellingsbak.

### CB 125 T
De CB 125 T-modellen, die in 1976 op de markt kwamen, waren duidelijk geposteerd als "sportief". Een gevolg daarvan was bijvoorbeeld het toegenomen vermogen, maar ook de open ketting, die het achterwiel tijdens het gebruik danig vervuilde. Om gewicht te sparen was ook de startmotor vervallen. Dat was bij de CB 125 T geen enkel probleem: de machine liet zich zowel bij koude als warme motor gewillig aantrappen met de kickstarter.

#### 1976-1977: CB 125 T
De CB 125 T kwam in 1976 op de markt en leverde 16,5 pk. Daarvoor moest het blokje wel doorgetrokken worden tot 11.300 tpm, dicht bij de bovengrens van 12.000 tpm. Dat was een ongehoord hoog toerental voor een gewone wegmotor. In Duitsland werd de CB 125 T vanwege het daar (toen nog) geldende rijbewijs 1b ook met 6 pk aangeboden.

#### 1978-1991: CB 125 T 2
De CB 125 T2 kwam in 1978 op de markt. Het meest in het oog lopende verschil met het vorige model waren de geklonken comstarvelgen. Honda claimde een 26% betere werking van de voorrem, waarschijnlijk omdat de schijfdiameter groter was, want de rem werd nog steeds mechanisch bediend. In 1980 kreeg de CB 125 T2 een elektronische CDI-ontsteking. In 1983 werden de comstarwielen vervangen door gietwielen en kreeg de machine weer een startmotor.

#### CB 125 TD
De CB 125 TD werd in 1982 alleen op de Britse markt uitgebracht en leverde om verzekeringstechnische redenen slechts 12 pk.

### Technische gegevens tweecilinders
| Honda                  | CB 93 (CB 125 K0 / K1)               | CB 125 K2                            | CB 125 K3                            | CB 125 K4                            | CB 125 K5                            | CB 125 B6                                              | CL 125 A Scrambler                   | SS 125 A                             | CB 125 SS                            | CB 125 T                             | CB 125 T2                            | CB 125 TD                            |
| ---------------------- | ------------------------------------ | ------------------------------------ | ------------------------------------ | ------------------------------------ | ------------------------------------ | ------------------------------------------------------ | ------------------------------------ | ------------------------------------ | ------------------------------------ | ------------------------------------ | ------------------------------------ | ------------------------------------ |
| Periode                | 1964-1967                            | 1968                                 | 1969                                 | 1970                                 | 1971                                 | 1972-1976                                              | 1967-1969                            | 1967-1969                            | 1970                                 | 1976-1977                            | 1978-1991                            | 1982                                 |
| Categorie              | Toer                                 | Toer                                 | Toer                                 | Toer                                 | Toer                                 | Toer                                                   | Scrambler                            | Sport                                | Sport                                | Sport                                | Sport                                | Toer                                 |
| Motortype              | OHC                                  | OHC                                  | OHC                                  | OHC                                  | OHC                                  | OHC                                                    | OHC                                  | OHC                                  | OHC                                  | OHC                                  | OHC                                  | OHC                                  |
| Koeling                | Lucht                                | Lucht                                | Lucht                                | Lucht                                | Lucht                                | Lucht                                                  | Lucht                                | Lucht                                | Lucht                                | Lucht                                | Lucht                                | Lucht                                |
| Bouwwijze              | Dwarsgeplaatste staande paralleltwin | Dwarsgeplaatste staande paralleltwin | Dwarsgeplaatste staande paralleltwin | Dwarsgeplaatste staande paralleltwin | Dwarsgeplaatste staande paralleltwin | Dwarsgeplaatste staande paralleltwin                   | Dwarsgeplaatste staande paralleltwin | Dwarsgeplaatste staande paralleltwin | Dwarsgeplaatste staande paralleltwin | Dwarsgeplaatste staande paralleltwin | Dwarsgeplaatste staande paralleltwin | Dwarsgeplaatste staande paralleltwin |
| Startsysteem           | Startmotor                           | Startmotor                           | Startmotor                           | Startmotor                           | Startmotor                           | Startmotor                                             | Startmotor                           | Startmotor                           | Startmotor                           | Kickstarter                          | Kickstarter                          | Kickstarter, vanaf 1983: startmotor  |
| Boring                 | 44 mm                                | 44 mm                                | 44 mm                                | 44 mm                                | 44 mm                                | 44 mm                                                  | 44 mm                                | 44 mm                                | 44 mm                                | 44 mm                                | 44 mm                                | 44 mm                                |
| Slag                   | 41 mm                                | 41 mm                                | 41 mm                                | 41 mm                                | 41 mm                                | 41 mm                                                  | 41 mm                                | 41 mm                                | 41 mm                                | 41 mm                                | 41 mm                                | 41 mm                                |
| Cilinderinhoud         | 124,7 cc                             | 124,7 cc                             | 124,7 cc                             | 124,7 cc                             | 124,7 cc                             | 124,7 cc                                               | 124,7 cc                             | 124,7 cc                             | 124,7 cc                             | 124,7 cc                             | 124,7 cc                             | 124,7 cc                             |
| Compressieverhouding   | 9,4:1                                | 9,4:1                                | 9,4:1                                | 9,4:1                                | 9,4:1                                | 9:1                                                    | 9:1                                  | Onbekend                             | 9,4:1                                | 9,4:1                                | 9,4:1                                | Onbekend                             |
| Max. Vermogen          | 15 pk bij 10.000 tpm                 | 15 pk bij 11.000 tpm                 | 15 pk bij 10.000 tpm                 | 15 pk bij 10.000 tpm                 | 15 pk bij 10.500 tpm                 | 15 pk bij 10.500 tpm                                   | 12,5 pk bij 10.000 tpm               | 13 pk bij 10.000 tpm                 | 15 pk bij 10.000 tpm                 | 16,5 pk bij 11.300 tpm (gemeten)     | 16,5 pk bij 11.300 tpm (gemeten)     | 12 pk                                |
| Topsnelheid            | 115 km/h                             | 115 km/h                             | 115 km/h                             | 115 km/h                             | 120 km/h                             | 120 km/h                                               | Onbekend                             | Onbekend                             | Onbekend                             | 125 km/h                             | 125 km/h                             | 110 km/h                             |
| Primaire aandrijving   | Tandwielen                           | Tandwielen                           | Tandwielen                           | Tandwielen                           | Tandwielen                           | Tandwielen                                             | Tandwielen                           | Tandwielen                           | Tandwielen                           | Tandwielen                           | Tandwielen                           | Tandwielen                           |
| Koppeling              | Meervoudige natte platen             | Meervoudige natte platen             | Meervoudige natte platen             | Meervoudige natte platen             | Meervoudige natte platen             | Meervoudige natte platen                               | Meervoudige natte platen             | Meervoudige natte platen             | Meervoudige natte platen             | Meervoudige natte platen             | Meervoudige natte platen             | Meervoudige natte platen             |
| Versnellingen          | 4                                    | 4                                    | 4                                    | 4                                    | 5                                    | 5                                                      | 4                                    | 4                                    | 5                                    | 5                                    | 5                                    | 5                                    |
| Secundaire aandrijving | Ketting                              | Ketting                              | Ketting                              | Ketting                              | Ketting                              | Ketting                                                | Ketting                              | Ketting                              | Ketting                              | Ketting                              | Ketting                              | Ketting                              |
| Rijwielgedeelte        | Buis-brugframe                       | Buis-brugframe                       | Buis-brugframe                       | Buis-brugframe                       | Buis-brugframe                       | Buis-brugframe                                         | Plaat-brugframe                      | Plaat-brugframe                      | Plaat-brugframe                      | Buis-brugframe                       | Buis-brugframe                       | Buis-brugframe                       |
| Voorvork               | Telescoopvork                        | Telescoopvork                        | Telescoopvork                        | Telescoopvork                        | Telescoopvork                        | Telescoopvork                                          | Telescoopvork                        | Telescoopvork                        | Telescoopvork                        | Telescoopvork                        | Telescoopvork                        | Telescoopvork                        |
| Achtervork             | Swingarm                             | Swingarm                             | Swingarm                             | Swingarm                             | Swingarm                             | Swingarm                                               | Swingarm                             | Swingarm                             | Swingarm                             | Swingarm                             | Swingarm                             | Swingarm                             |
| Remmen                 | Trommelremmen                        | Trommelremmen                        | Trommelremmen                        | Trommelremmen                        | Trommelremmen                        | Trommelremmen, later schijfrem voor, trommelrem achter | Trommelremmen                        | Trommelremmen                        | Trommelremmen                        | Schijfrem voor, trommelrem achter    | Schijfrem voor, trommelrem achter    | Schijfrem voor, trommelrem achter    |
| Tankinhoud             | 9 liter                              | 9 liter                              | 9 liter                              | 9 liter                              | 9 liter                              | 9 liter                                                | Onbekend                             | Onbekend                             | 9 liter                              | 11,5 liter                           | 11,5 liter                           | 11,5 liter                           |
| Droog gewicht          | 115 kg                               | 118 kg                               | 118 kg                               | 119 kg                               | 119 kg                               | 127 kg                                                 | 98 kg                                | 95 kg                                | 110 kg                               | 114 kg                               | 114 kg                               | 114 kg                               |

## Eencilinders
Vanaf 1971 ging Honda naast de 125cc-tweecilinders ook eencilinders produceren. Als basis diende het 100cc-blokje van de CB 100/CL 100 en mogelijk was de belangrijkste reden de Honda SL 125 te bouwen, een terreinmotor die dankzij een iets grotere cilinderinhoud wat meer vermogen zou kunnen leveren. Tegelijk verscheen echter ook de wegmotor CB 125 S. Ondanks de "S" in de modelnaam én het feit dat de machine verscheen toen de Honda CB 125 SS uit productie ging, was de CB 125 S zeker geen sportmotor, maar eerder een goedkoop alternatief voor de tweecilinders als motorfiets voor woon-werkverkeer.

### Motor
De Honda eencilinders hadden allemaal een kopklepmotor met bovenliggende nokkenas, met uitzondering van de CG 125, die een laagliggende nokkenas kreeg, waarbij de kleppen bediend werden met stoterstangen en tuimelaars. De cilinderinhoud bedroeg in eerste instantie slechts 121,9 cc, maar vanaf 1976 werd de boring 0,5 mm groter, waardoor de cilinderinhoud 124,1 cc werd. Alle modellen hadden een wet-sump-smeersysteem.

### Aandrijving
Vanaf de krukas werd de meervoudige natte platenkoppeling door tandwielen aangedreven. Alle modellen hadden een vijfversnellingsbak, opnieuw met uitzondering van de goedkope CG 125, die aanvankelijk vier versnellingen had. De secundaire aandrijving verliep via een ketting.

### Rijwielgedeelte
Alle modellen hadden een buisframe, meestal van het brugtype, met een extra framebuis van het balhoofd naar de onderkant van het motorblok, dat een dragend deel vormde. Voor de SL 125 en de TL 125 was dat als terreinmotor geen optie: de stenen en rotsen zouden het carter beschadigen en daarom kregen die machines een semi-dubbel wiegframe waarbij de framebuis zich onder het blok in tweeën splitste. Daar zat ook nog een stalen carterbeschermer tussen de framebuizen. Alle modellen hadden een telescoopvork en een swingarm en werden geremd met trommelremmen. Vanaf 1972 verschenen de mechanisch bediende schijfremmen, behalve bij de terreinmodellen en het spaarmodel CG 125, dat pas in 2004 een hydraulisch bediende schijfrem kreeg.

### CB 125 S

#### 1971-1973, CB 125 S0
De Honda CB 125 S0 had nog de two-tone beschildering die de tweecilinders ook hadden, met een in kleur gespoten bovenste tankhelft waarop de Honda-vleugel stond en de witte onderste tankhelft met het woord "Honda". De koplamp, die ook de snelheidsmeter huisvestte, was in de hoofdkleur (in elk geval waren donkergroen en donkerrood leverbaar) gespoten, net als het bovenste deel van de voorvork en de swingarm. De ketting liep in een volledig gesloten kettingkast. In 1972 veranderden de kleuren zoals dat ook bij de CB 125 B6 gebeurde: de tank kreeg één kleur met een brede, gebogen en tweekleurige bies. In 1973 werden de kleuren Candy Topaz Orange en Candy Peacock Green. Al deze versies hadden verchroomde spatborden.

#### 1974, CB 125 S1
De CB 125 S1 uit 1974 kreeg een mechanisch bediende schijfrem, een open kettingkast en werd slechts in één kleur geleverd: Candy Topaz Orange met een zwart vlak op de tank met witte biezen. Het embleem op de zijdeksels was rood. Het instrumentenpaneel zat nu boven de koplamp en werd uitgebreid met een toerenteller.

#### 1975, CB 125 S2
Ook de CB 125 S2 uit 1975 had slechts één kleur: Candy Riviera Blue met een zwart vlak op de tank met witte biezen. Het embleem op de zijdeksels was wit en geel. De verchroomde afdekking van de achterveren was verdwenen, de schroefveren lagen nu volledig in het zicht rond de schokdempers.

### CB 125 J (CB 125 S3)

#### 1976-1977, CB 125 S '76
Hoewel de officiële naam in 1976 "Honda CB 125 J" (in Japan: JX) werd, bleef de aanduiding op de zijdeksels "CB 125 S" en daarom wordt de machine meestal aangeduid als "Honda CB 125 S3". De cilinder was 0,5 mm opgeboord waardoor de cilinderinhoud op 124,1 cc kwam. De hoofdkleur was nu Aquarius Blue met een zwart vlak op de tank met witte biezen. Het embleem op de zijdeksels was wit en rood.

#### 1977, CB 125 S '77
In 1977 werd het kleurenschema sterk vereenvoudigd, meer aangepast aan de "CJ-modellen", zoals de CJ 250 T en de CJ 360 T. De hoofdkleuren van tank en zijdeksels waren Aquarius Blue en oranje. De blauwe versie had een zwart omrande gele bies op de tank, die bij de oranje versie blauw omrand was. Het embleem op de zijdeksels was geel en zwart. De toerenteller was verdwenen, de CB 125 S had nu alleen nog een snelheidsmeter.

#### 1978, CB 125 S '78
De CB 125 S '78 was identiek aan de CB 125 S '77, op de kleuren na: hij werd geleverd in Fire Red en oranje. Het embleen op de zijdeksels was geel met blauw.

#### 1979, CB 125 S '79
Op de CB 125 S '79 kwam de schijfrem te vervallen. Ze werd weer vervangen door een kleine trommelrem, die niet erg overtuigend werkte. De kleur was Light Ruby Red, het embleen op de zijdeksels was rood met zwart. Ook de tankbies was gewijzigd.

#### 1980, CB 125 S '80
In 1980 werd de kleurstelling opnieuw eenvoudiger. De basiskleur Light Ruby Red was slechts onderbroken door een zeer dun goudkleurig biesje op de tank. De spatborden waren nu ook in kleur gespoten.

#### 1981, CB 125 S '81
In 1981 kreeg de CB 125 S3 ook de CDI-ontsteking. Er volgde een opmerkelijke kleurwijziging. Na de toch tamelijk lichte en vrolijke kleuren werd de machine nu overwegend zwart, met het Honda-logo in rood en met rood/gouden biezen.

#### 1982-1983, CB 125 S '82
Ook in 1982 en 1983 bleef de kleur vrij donker: Candy Imperial Blue met lichtblauwe en donkerblauwe biezen en de logo's in goudkleurige letters.

#### 1984, CB 125 S '84
In 1984 kreeg de CB 125 S3 pas de al in 1978 geïntroduceerde maar omstreden Eurostyling, waarbij de zijdeksels doorliepen tot onder de tank en er één geheel mee leken te vormen. De hoofdkleur was Turuna Red, met de logo's in grijs en wit. Achter het zadel liep een stukje kunststof door waarop het achterlicht was aangebracht.

#### 1985, CB 125 S '85
In dit laatste productiejaar van de CB 125 S3 bleef de hoofdkleur Turuna Red, maar nu met brede blauw/witte biezen die ongeveer horizontaal over tank en zijdeksels liepen. Het kunststofdeel achter het zadel was nu nog groter en het achterlicht was rechthoekig.

### CG 125
In 1976 bracht Honda de CG 125 uit, waarschijnlijk als opvolger van de CD 125 S, die uit productie ging. Als basis diende de CB 125 S, maar omdat de CG 125 was bedoeld voor de derde wereld was het motorblok onderhoudsvriendelijker door de toepassing van een laagliggende nokkenas met stoterstangen en tuimelaars om de kleppen aan te sturen en een uitwasbaar schuimluchtfilter. In 2017 waren er nog steeds versies van de CG 125 leverbaar, maar de productie was intussen verplaatst naar Brazilië en Pakistan.

### CB 125 N
De Honda CB 125 N werd in 1979 gepresenteerd en week technisch eigenlijk niet veel af van de bestaande modellen, met uitzondering van de moderne Eurostyling die de CB 125 S pas in 1984 kreeg. De machine bleef ook niet lang in productie, waarschijnlijk was 1981 het laatste jaar.

### SL 125
De Honda SL 125 kwam in 1971 tegelijk met de eerste CB 125 op de markt en was misschien wel de reden dat er eencilinders naast de 125cc-twins geproduceerd werden. Veel meer dan de CL 125 A Scrambler was de SL 125 een echte offroadmotor, met veel bodemvrijheid, lange veerwegen, grote wielen en hoge spatborden. Voor dergelijk zwaar terreingebruik was een tweecilindermotor te zwaar. De motor was identiek aan die van de CB 125 S1.

#### 1971, SL 125 K0
De SL 125 K0 werd geleverd in Candy Emerald Green, Strato Blue Metallic en Poppy Yellow Metallic. Bij de groene versie was er een brede witte bies op de tank aangebracht, bij de andere kleuren was deze bies zwart. De merknaam stond in deze bies. De spatborden waren in de kleur van de motorfiets gespoten en de machine had standaard een toerenteller, een 21 inch voorwiel en een 18 inch achterwiel. De uitlaat was matzwart, licht omhoog gebogen en had een verchroomd hitteschild, dat vrij klein was omdat de uitlaat niet hoog genoeg zat om de bovenbenen te raken.

#### 1972, SL 125 K1
De SL 125 K1 werd slechts in één kleur geleverd: Special Silver Metallic, met een rode bies langs de bovenzijde van de tank. Het Honda-logo stond onder deze bies en het "125"-embleem op de zijdeksels was rood. Ook de koplamp en de zijdeksels waren zilver.

#### 1973, SL 125 K2
Ook de SL 125 K2 werd slechts Special Silver Metallic geleverd, met een rode bies langs de bovenzijde van de tank. Het Honda-logo stond onder deze bies en het "125"-embleem op de zijdeksels was rood. De koplamp en de zijdeksels waren zwart.

#### 1974, SL 125 Motosport
In 1974 kreeg de SL 125 feitelijk de kleuren uit 1972 weer terug, maar nu was de uitlaat schuin omhoog gebogen, gelijklopend met de voorste buis van het achterframe.

#### 1975, SL 125 S
In 1975 kreeg de SL 125 S een heel scala aan kleuren, waaronder Candy Orange, blauw, groen en rood. Omdat de (witte) bies nu aan de bovenkant van de tank zat en alle onderdelen (spatborden, zijdeksels, koplamp en tank) de hoofdkleur hadden kreeg de machine een speelser, meer gedrongen uiterlijk.

### CL 125 S
De CL 125 S die in 1973 uitkwam was weer een echte scrambler, met laaggeplaatste spatborden maar een hooggebogen uitlaat met een hitteschild. Motor en versnellingsbak waren gelijk aan de CB 125 S.

#### 1973, CL 125 S0
De CL 125 S0 werd geleverd in Candy Ruby Red en Hawaiian Blue Metallic met een witte bies op de tank.

#### 1974, CL 125 S1
De CL 125 S1 werd alleen geleverd in Candy Ruby Red met een witte bies op de tank.

### TL 125
De TL 125 kwam in 1973 op de markt en was een echte trialmotor. Daarom kreeg de machine ook een semi-dubbel wiegframe dat onder het motorblok doorliep om het carter te beschermen tegen rotsen en stenen. Ook werd het vermogen teruggebracht om de controle bij lage snelheden te verbeteren. Om dat snelheid van geen enkel belang was, had de machine een groot achtertandwiel om de trekkracht te verhogen. In april 1974 kwam Sammy Miller naar Japan om Honda te helpen de TL 125 te verbeteren, maar op basis van de Honda XR 250 ook de Honda TL 250 te ontwikkelen. Miller bouwde een nieuw frame voor de TL 125, waarbij de framebuizen zelf niet meer onder het motorblok doorliepen, maar met elkaar werden verbonden door de tussengeschroefde carterbeschermer.

#### 1973, TL 125 K0
Deze eerste versie van de TL 125 was vrijwel helemaal in Silver Metallic gespoten, ook het frame. De bovenzijde van de tank met kleine vlakjes op de zijkanten was Tahitian Red, evenals de "TL 125"-merken op de zijdeksels.

#### 1974, TL 125 K1
Bij de TL 125 K1 was het Tahitian Red vervangen door Candy Sapphire Blue en het frame was nu zwart.

#### 1976-1980, TL 125 S
De TL 125 S kreeg de nieuwe motor die ook in de CB 125 J gebruikt werd. Daardoor steeg het vermogen iets: van 8 naar 9 pk.

### Technische gegevens eencilinders
| Honda                  | CB 125 S                                                     | CB 125 J (S3)                                                | CG 125                                                       | CB 125 N                            | SL 125 (S)                          | CL 125 S                            | TL 125                              | TL 125 S                            |
| ---------------------- | ------------------------------------------------------------ | ------------------------------------------------------------ | ------------------------------------------------------------ | ----------------------------------- | ----------------------------------- | ----------------------------------- | ----------------------------------- | ----------------------------------- |
| Periode                | 1971-1975                                                    | 1976-1985                                                    | 1976-2008                                                    | 1979-1981                           | 1971-1974                           | 1973-1974                           | 1973-1975                           | 1976-1980                           |
| Categorie              | Toer                                                         | Toer                                                         | Toer                                                         | Toer                                | Offroad                             | Scrambler                           | Trial                               | Trial                               |
| Motortype              | OHC                                                          | OHC                                                          | OHV/ stoterstangen                                           | OHC                                 | OHC                                 | OHC                                 | OHC                                 | OHC                                 |
| Koeling                | Lucht                                                        | Lucht                                                        | Lucht                                                        | Lucht                               | Lucht                               | Lucht                               | Lucht                               | Lucht                               |
| Bouwwijze              | Dwarsgeplaatste staande eencilinder                          | Dwarsgeplaatste staande eencilinder                          | Dwarsgeplaatste staande eencilinder                          | Dwarsgeplaatste staande eencilinder | Dwarsgeplaatste staande eencilinder | Dwarsgeplaatste staande eencilinder | Dwarsgeplaatste staande eencilinder | Dwarsgeplaatste staande eencilinder |
| Boring                 | 56 mm                                                        | 56,5 mm                                                      | 56,5 mm                                                      | 56,5 mm                             | 56 mm                               | 56 mm                               | 56 mm                               | 56,5 mm                             |
| Slag                   | 49,5 mm                                                      | 49,5 mm                                                      | 49,5 mm                                                      | 49,5 mm                             | 49,5 mm                             | 49,5 mm                             | 49,5 mm                             | 49,5 mm                             |
| Cilinderinhoud         | 121,9 cc                                                     | 124,1 cc                                                     | 124,1 cc                                                     | 124,1 cc                            | 121,9 cc                            | 121,9 cc                            | 121,9 cc                            | 124,1 cc                            |
| Smeersysteem           | Wet-sump                                                     | Wet-sump                                                     | Wet-sump                                                     | Wet-sump                            | Wet-sump                            | Wet-sump                            | Wet-sump                            | Wet-sump                            |
| Compressieverhouding   | 9,5:1                                                        | 9,4:1                                                        | 9,5:1                                                        | 9,4:1                               | 9,5:1                               | 9,4:1                               | 8:1                                 | 8:1                                 |
| Max. Vermogen          | 12 pk bij 9.000 tpm                                          | 14 pk bij 10.000 tpm (gemeten)                               | 11 pk bij 9.000 tpm                                          | Onbekend                            | 12 pk bij 9.000 tpm                 | 15 pk                               | 8 pk bij 8.000 tpm                  | 9 pk bij 8.750 tpm                  |
| Topsnelheid            | 120 km/h                                                     | 110-122 km/h                                                 | Onbekend                                                     | Onbekend                            | Onbekend                            | 110 km/h                            | NVT                                 | NVT                                 |
| Primaire aandrijving   | Tandwielen                                                   | Tandwielen                                                   | Tandwielen                                                   | Tandwielen                          | Tandwielen                          | Tandwielen                          | Tandwielen                          | Tandwielen                          |
| Koppeling              | Meervoudige natte platenkoppeling                            | Meervoudige natte platenkoppeling                            | Meervoudige natte platenkoppeling                            | Meervoudige natte platenkoppeling   | Meervoudige natte platenkoppeling   | Meervoudige natte platenkoppeling   | Meervoudige natte platenkoppeling   | Meervoudige natte platenkoppeling   |
| Versnellingen          | 5                                                            | 5                                                            | 4, vanaf 2004: 5                                             | 5                                   | 5                                   | 5                                   | 5                                   | 5                                   |
| Secundaire aandrijving | Ketting                                                      | Ketting                                                      | Ketting                                                      | Ketting                             | Ketting                             | Ketting                             | Ketting                             | Ketting                             |
| Rijwielgedeelte        | Buis-brugframe                                               | Buis-brugframe                                               | Buis-brugframe                                               | Buis-brugframe                      | Semi- dubbel wiegframe              | Buis- brugframe                     | Semi- dubbel wiegframe              | Semi- dubbel wiegframe              |
| Voorvork               | Telescoopvork                                                | Telescoopvork                                                | Telescoopvork                                                | Telescoopvork                       | Telescoopvork                       | Telescoopvork                       | Telescoopvork                       | Telescoopvork                       |
| Achtervork             | Swingarm                                                     | Swingarm                                                     | Swingarm                                                     | Swingarm                            | Swingarm                            | Swingarm                            | Swingarm                            | Swingarm                            |
| Remmen                 | Trommelremmen, vanaf 1974: schijfrem voor, trommelrem achter | Schijfrem voor, trommelrem achter, vanaf 1979: trommelremmen | Trommelremmen, vanaf 2004: schijfrem voor, trommelrem achter | Schijfrem voor, trommelrem achter   | Trommelremmen                       | Trommelremmen                       | Trommelremmen                       | Trommelremmen                       |
| Tankinhoud             | 9 L                                                          | 9,5 L                                                        | 9,2 L                                                        | 11 L                                | 7,5 L                               | Onbekend                            | Onbekend                            | 4,5 L                               |
| Droog gewicht          | 91 kg                                                        | 96 kg                                                        | Onbekend                                                     | 98 kg                               | 108 kg (rijklaar)                   | Onbekend                            | Onbekend                            | 106 kg                              |